# Valdo Cilli
Valdo Cilli (né le 15 août 1950 à San Salvo et mort le 27 juin 2008 à Wattrelos) est un chanteur français d'origine italienne.

## Biographie
Valdo Cilli est né en Italie, et s’installe en 1958 à Roubaix.
En 1963, après une audition à la Maison de radio de Lille, il est remarqué par ses camarades d’école et avec eux forme un groupe de reprise des tubes de l’époque. Le groupe se produit à la fête de Roubaix.
À l’âge de 14 ans, Valdo quitte l’école, son père l’inscrit au conservatoire et dans un atelier d'apprentissage, mais le conservatoire ne lui plait pas, il préfère la liberté de chanter.
Quelque temps, il est apprenti dans une usine de tissus d’ameublement à Roubaix.
À 17 ans, Valdo forme un groupe de musiciens italiens.
Il rencontre Serge Ghisoland, professeur de chant et auteur-compositeur-interprète qu’il lui écrit ses premières chansons et qui sera son producteur.
En 1974, Valdo quitte le quatuor, pour se consacrer à une carrière solo sous le pseudonyme Valdo Cilli.
Serge Ghisoland cherche un compositeur avec qui crée un tube pour Valdo Pardonne moi de t’avoir fait pleurer.
Quelques années plus tard, il fait la première partie de la tournée en France de Gérard Lenorman.
En 1988, il change de producteur, sa carrière est relancée.
En 1992, Valdo coécrit un livre avec Gen Marty Je m’appelle Valdo, un ouvrage de son autobiographie qui raconte son enfance et ses parcours professionnels.
En 2004, Claude Barzotti le convie en première partie de son spectacle à l’Olympia.
En 2006, il se produit avec la tournée âge tendre et tête de bois à l’Olympia et au Zénith de Lille. Il s’y reproduira de nouveau en 2008.
Il participa régulièrement aux émissions de Michel Pruvot Sur un air d’accordéon sur France 3 et à Melody d’accordéon sur Télé Melody.
Le 27 juin 2008, il meurt à son domicile d’une crise cardiaque à l’âge de 57 ans.

## Discographie
- Je te vois , 1978[2]
- Le violon de Yankel, 1979[2]
- California ,  1980[2]
- Pardonne-moi de t’avoir fait pleurer, 1981[2]
- Tu es la plus jolie du monde, 1982[2]
- Si l’on devait tourner la page, 1983[2]
- Pardonne-moi de t’avoir fait pleurer, 1984[2]
- Un moment de chance, 1987[2]
- J’en crève mon amour, 1988[2]
- Roberta, 1990[2]
- Je suis venu pour te revoir, 1990[2]
- Refaire sa vie, 1992[2]